# Coppa del Re 2023-2024
La Coppa del Re 2023-2024 (in spagnolo Copa del Rey) è stata la 122ª edizione del torneo. La competizione è iniziata l'11 ottobre 2023 ed è terminata il 6 aprile 2024 con la vittoria dell'Athletic Bilbao, a distanza di quarant'anni dall'ultima volta.

## Formula del torneo
Il 10 luglio 2023 l'assemblea della RFEF ha confermato il format della passata edizione e comunicato le date del calendario.
| Turno                | Sorteggio    | Data                     | Incontri | Squadre   | Dettagli |
| -------------------- | ------------ | ------------------------ | -------- | --------- | --- |
| Eliminatoria         | 27 settembre | 11-12 ottobre            | 10       | 125 → 115 | Partecipano i campioni di ognuna delle 20 federazioni territoriali, accoppiati in base a criteri di vicinanza geografica                 |
| Primo turno          | 17 ottobre   | 31 ottobre - 14 novembre | 55       | 115 → 60  | Partecipano tutte le squadre, tranne le quattro qualificate alla Supercopa de España 2024 e il campione della Primera Federación 2022-23 |
| Secondo turno        | 15 novembre  | 22 novembre - 7 dicembre | 28       | 60 → 28   | Entra il campione della Primera Federación 2022-2023                                                                                     |
| Sedicesimi di finale | 12 dicembre  | 6-8 gennaio              | 16       | 32 → 16   | Entrano le quattro qualificate alla Supercopa de España 2024                                                                             |
| Ottavi di finale     | 8 gennaio    | 16-18 gennaio            | 8        | 16 → 8    | |
| Quarti di finale     | 19 gennaio   | 23-25 gennaio            | 4        | 8 → 4     | |
| Semifinali           | 26 gennaio   | 6-7 febbraio             | 2        | 4 → 2     | Incontri di andata e ritorno |
| Semifinali           | 26 gennaio   | 27-29 febbraio           | 2        | 4 → 2     | Incontri di andata e ritorno |
| Finale               | 26 gennaio   | 6 aprile                 | 1        | 2 → 1     | Match unico in uno stadio neutrale |

## Squadre partecipanti
Le seguenti squadre sono qualificate per la competizione. Le squadre riserve non sono ammesse.
| La Liga le 20 squadre della stagione 2022-2023 | Segunda División le 21 squadre (sono escluse le squadre riserve) della stagione 2022-2023 | Primera División RFEF le migliori cinque squadre di ciascun gruppo della stagione 2022-2023 escluse le squadre riserve                         | Segunda División RFEF le migliori cinque squadre di ciascun gruppo della stagione 2022-2023 escluse le squadre riserve | Tercera División RFEF la migliore squadra di ciascuno dei 18 gruppi della stagione 2022-2023 e le 7 migliori seconde, escluse le squadre riserve | Copa Federación le quattro semifinaliste dell'edizione 2023       | Leghe regionali le migliori squadre non promosse di ognuna delle 20 federazioni territoriali nella stagione 2022-2023 |
| - Almería - Athletic Bilbao - Atlético Madrid - Barcellona - Real Betis - Cadice - Celta Vigo - Elche - Espanyol - Getafe - Girona - Maiorca - Osasuna - Rayo Vallecano - Real Madrid - Real Sociedad - Real Valladolid - Siviglia - Valencia - Villarreal | - Alavés - Albacete - FC Andorra - Burgos - Cartagena FC - Eibar - Granada - Huesca - Ibiza - Las Palmas - Leganés - Levante - Lugo - Malaga - Mirandés - Ponferradina - Racing Santander - Real Oviedo - Real Saragozza - Sporting Gijón - Tenerife | - Alcorcón - Amorebieta - Castellón - Deportivo La Coruña - Eldense - Gimnàstic - Linares Deportivo - Racing Ferrol - Real Murcia - Unionistas | - Antequera - Arenteiro - Atlético Sanluqueño - Cacereño - Compostela - Gernika - Gimnástica Segoviana - Guijuelo - Hércules - Manresa - Melilla - Navalcarnero - Peña Deportiva - Real Avilés - Recreativo Huelva - Sestao River - Tarazona - Terrassa - Teruel - Tudelano - UCAM Murcia - Utebo - Villanovense - Yeclano - Zamora CF | - Águilas - Andratx - Antoniano - Arandina - Arosa - Astorga - Atzeneta - Azuaga - Barakaldo - Barbastro - Cayón - CE Europa - Covadonga - Llerenense - Lorca Deportiva - Manacor - Manchego - Marbella FC - Mensajero - Náxara - Orihuela - Real Jaén - Ursaria - Valle de Egüés - Varea | - Badalona Futur - San Roque - Talavera de la Reina - UD Logroñés | - Atlético Lugones - Boiro - Buñol - Ceuta 6 de Junio - Chiclana - Deportivo Murcia - Hernán Cortés - Mijas-Las Lagunas - Melilla CD - Monte - Pradejón - Quintanar - Rotlet Molinar - Rubí - Santurtzi - Sauzal - Tardienta - Turégano - Unión Zona Norte - Zirauki |

## Partite

### Turno preliminare interterritoriale
| Squadra 1         | Risultato       | Squadra 2        |
| ----------------- | --------------- | ---------------- |
| 11 ottobre 2023   |                 |                  |
| Pradejón          | 1 - 2           | Atlético Lugones |
| Ceuta 6 de Junio  | 0 - 3           | Buñol            |
| Mijas-Las Lagunas | 0 - 1           | Chiclana         |
| 12 ottobre 2023   |                 |                  |
| Hernán Cortés     | 3 - 1           | Sauzal           |
| Turégano          | 3 - 1           | Santurtzi        |
| Tardienta         | 2 -1            | Zirauki          |
| Rubí              | 0 - 0 (4-2 dtr) | Rotlet Molinar   |
| Monte             | 0 - 1           | Boiro            |
| Melilla CD        | 1 - 3           | Deportivo Murcia |
| Quintanar         | 1 - 0           | Unión Zona Norte |

### Primo turno
Il primo turno vede in campo 110 delle 115 squadre qualificate, ad eccezione delle quattro partecipanti alla Supercoppa e ai campioni di Primera RFEF. Le dieci squadre vincitrici del turno preliminare vengono accoppiate a dieci squadre di Primera División. Le rimanenti sei squadre vengono accoppiate con le quattro squadre provenienti dalla Copa Federación e due di Tercera RFEF. Sei squadre di Tercera RFEF vengono accoppiate con altrettante di Segunda División. Le restanti quattordici squadre di Segunda División vengono accoppiate con quattordici compagini di Segunda RFEF. Diciotto squadre di Segunda RFEF vengono accoppiate con quelle di Primera RFEF. Infine, le restanti due squadre di Segunda RFEF si affrontano tra di loro.
Un totale di 55 gare sono state disputate tra il 31 ottobre e il 14 novembre.
| Squadra 1            | Risultato       | Squadra 2           |
| -------------------- | --------------- | ------------------- |
| 31 ottobre 2023      |                 |                     |
| Mensajero            | 0 - 2           | Espanyol            |
| Varea                | 0 - 3           | Levante             |
| Cacereño             | 2 - 3 (dts)     | Castellón           |
| Talavera de la Reina | 0 - 2           | Almería             |
| Manacor              | 0 - 3           | Las Palmas          |
| Lorca Deportiva      | 0 - 4           | Eibar               |
| 1 novembre 2023      |                 |                     |
| Atlético Lugones     | 0 - 6           | Rayo Vallecano      |
| San Roque            | 1 - 2           | Girona              |
| Badalona Futur       | 0 - 0 (2-4 dtr) | Cadice              |
| Azuaga               | 0 - 0 (2-3 dtr) | Cartagena FC        |
| Peña Deportiva       | 1 - 5           | Real Valladolid     |
| Navalcarnero         | 0 - 1           | Alcorcón            |
| Llerenense           | 0 - 2           | Leganés             |
| Compostela           | 0 - 1           | Tenerife            |
| Náxara               | 1 - 2           | Melilla             |
| Barbastro            | 1 - 0           | Ponferradina        |
| UCAM Murcia          | 0 - 0 (6-7 dtr) | Linares Deportivo   |
| Quintanar            | 0 - 3           | Siviglia            |
| Turégano             | 0 - 4           | Celta Vigo          |
| Astorga              | 1 - 0           | FC Andorra          |
| Valle de Egüés       | 1 - 0 (dts)     | Teruel              |
| Antoniano            | 0 - 1           | Lugo                |
| Real Jaén            | 2 - 3           | Eldense             |
| Real Avilés          | 0 - 1           | Arenteiro           |
| Covadonga            | 1 - 3 (dts)     | Deportivo La Coruña |
| Ursaria              | 1 - 2           | Cayón               |
| Guijuelo             | 0 - 3           | Sporting Gijón      |
| Zamora CF            | 2 - 2 (4-3 dtr) | Racing Santander    |
| Manchego             | 1 - 3           | Antequera           |
| Arandina             | 1 - 0           | Real Murcia         |
| Terrassa             | 1 - 0           | Albacete            |
| Utebo                | 1 - 2 (dts)     | Mirandés            |
| CE Europa            | 0 - 2           | Elche               |
| Barakaldo            | 0 - 0 (2-4 dtr) | Malaga              |
| Tudelano             | 1 - 0 (dts)     | Recreativo Huelva   |
| Gernika              | 0 - 2           | Unionistas          |
| Yeclano              | 2 - 0 (dts)     | Atlético Sanluqueño |
| Orihuela             | 0 - 0 (6-5 dtr) | Gimnàstic           |
| Tardienta            | 0 - 12          | Getafe              |
| Buñol                | 0 - 1           | Real Sociedad       |
| Boiro                | 0 - 4           | Maiorca             |
| Águilas              | 0 - 1           | Huesca              |
| Andratx              | 3 - 2 (dts)     | Tarazona            |
| Manresa              | 1 - 2 (dts)     | Real Oviedo         |
| Marbella FC          | 1 - 3 (dts)     | Racing Ferrol       |
| Hernán Cortés        | 1 - 12          | Real Betis          |
| Rubí                 | 1 - 2           | Athletic Bilbao     |
| 2 novembre 2023      |                 |                     |
| Arosa                | 3 - 0 (tav.)    | Granada             |
| Chiclana             | 0 - 5           | Villarreal          |
| UD Logroñés          | 0 - 2           | Valencia            |
| Hércules             | 1 - 2           | Burgos              |
| Villanovense         | 2 - 1           | Ibiza               |
| Deportivo Murcia     | 0 - 10          | Alavés              |
| 8 novembre 2023      |                 |                     |
| Gimnástica Segoviana | 3 - 4 (dts)     | Sestao River        |
| 14 novembre 2023     |                 |                     |
| Atzeneta             | 2 - 1           | Real Saragozza      |

### Secondo turno
Al secondo turno partecipano le 55 squadre vincitrici del primo turno più i campioni di Primera RFEF. Il sorteggio è stato effettuato il 15 novembre.
| Squadra 1           | Risultato       | Squadra 2       |
| ------------------- | --------------- | --------------- |
| 22 novembre 2023    |                 |                 |
| Zamora CF           | 1 - 2 (dts)     | Villarreal      |
| 5 dicembre 2023     |                 |                 |
| Atzeneta            | 1 - 2           | Getafe          |
| Arosa               | 0 - 1           | Valencia        |
| Espanyol            | 3 - 1           | Real Valladolid |
| Castellón           | 2 - 1           | Real Oviedo     |
| 6 dicembre 2023     |                 |                 |
| Barbastro           | 1 - 0           | Almería         |
| Yeclano             | 0 - 2           | Rayo Vallecano  |
| Antequera           | 0 - 2           | Huesca          |
| Deportivo La Coruña | 2 - 3 (dts)     | Tenerife        |
| Alcorcón            | 0 - 0 (4-5 dtr) | FC Cartagena    |
| Terrassa            | 0 - 1           | Alavés          |
| Andratx             | 0 - 1           | Real Sociedad   |
| Arenteiro           | 1 - 3           | Burgos          |
| Unionistas          | 2 - 0           | Sporting Gijón  |
| Malaga              | 1 - 0           | Eldense         |
| Villanovense        | 1 - 2           | Real Betis      |
| Valle de Egüés      | 0 - 3           | Maiorca         |
| Lugo                | 2 - 0           | Mirandés        |
| Levante             | 0 - 1           | Amorebieta      |
| Astorga             | 0 - 2           | Siviglia        |
| Tudelano            | 1 - 2 (dts)     | Las Palmas      |
| 7 dicembre 2023     |                 |                 |
| Arandina            | 2 - 1           | Cadice          |
| Linares Deportivo   | 1 - 3           | Elche           |
| Racing Ferrol       | 1 - 0           | Leganés         |
| Melilla             | 1 - 1 (1-4 dtr) | Eibar           |
| Orihuela            | 2 - 5           | Girona          |
| Cayón               | 0 - 3           | Athletic Bilbao |
| Sestao River        | 1 - 2           | Celta Vigo      |

### Sedicesimi di finale
| Squadra 1      | Risultato       | Squadra 2       |
| -------------- | --------------- | --------------- |
| 6 gennaio 2024 |                 |                 |
| Lugo           | 1 - 3           | Atlético Madrid |
| Espanyol       | 0 - 1           | Getafe          |
| Elche          | 0 - 2           | Girona          |
| Huesca         | 0 - 2 (dts)     | Rayo Vallecano  |
| Alavés         | 1 - 0           | Real Betis      |
| Arandina       | 1 - 3           | Real Madrid     |
| 7 gennaio 2024 |                 |                 |
| Burgos         | 0 - 3           | Maiorca         |
| Amorebieta     | 2 - 4           | Celta Vigo      |
| Racing Ferrol  | 1 - 2           | Siviglia        |
| Castellón      | 0 - 1 (dts)     | Osasuna         |
| Cartagena FC   | 1 - 2 (dts)     | Valencia        |
| Eibar          | 0 - 3           | Athletic Bilbao |
| Malaga         | 0 - 1           | Real Sociedad   |
| Barbastro      | 2 - 3           | Barcellona      |
| Tenerife       | 2 - 0           | Las Palmas      |
| 8 gennaio 2024 |                 |                 |
| Unionistas     | 1 - 1 (7-6 dtr) | Villarreal      |

### Ottavi di finale
| Squadra 1       | Risultato   | Squadra 2      |
| --------------- | ----------- | -------------- |
| 16 gennaio 2024 |             |                |
| Getafe          | 1 - 3       | Siviglia       |
| Athletic Bilbao | 2 - 0       | Alavés         |
| Tenerife        | 0 - 1 (dts) | Maiorca        |
| 17 gennaio 2024 |             |                |
| Valencia        | 1 - 3       | Celta Vigo     |
| Osasuna         | 0 - 2       | Real Sociedad  |
| Girona          | 3 - 1       | Rayo Vallecano |
| 18 gennaio 2024 |             |                |
| Unionistas      | 1 - 3       | Barcellona     |
| Atlético Madrid | 4 - 2 (dts) | Real Madrid    |

### Quarti di finale
| Squadra 1       | Risultato   | Squadra 2     |
| --------------- | ----------- | ------------- |
| 23 gennaio 2024 |             |               |
| Celta Vigo      | 1 - 2       | Real Sociedad |
| 24 gennaio 2024 |             |               |
| Maiorca         | 3 - 2       | Girona        |
| Athletic Bilbao | 4 - 2 (dts) | Barcellona    |
| 25 gennaio 2024 |             |               |
| Atlético Madrid | 1 - 0       | Siviglia      |

### Semifinali
| Squadra 1                     | Totale          | Squadra 2       | Andata | Ritorno |
| ----------------------------- | --------------- | --------------- | ------ | ------- |
| 6 febbraio / 27 febbraio 2024 |                 |                 |        |         |
| Maiorca                       | 1 - 1 (5-4 dtr) | Real Sociedad   | 0 - 0  | 1 - 1   |
| 7 febbraio / 29 febbraio 2024 |                 |                 |        |         |
| Atlético Madrid               | 0 - 4           | Athletic Bilbao | 0 - 1  | 0 - 3   |

### Finale
| Arbitro: | Munuera Montero |

|                                |                      |                                  |
| Sancet 50’                     | Marcatori            | 21’ Rodríguez                    |
| García Muniain Vesga Berenguer | Tiri di rigore 4 – 2 | Muriqi Morlanes Radonjić Sánchez |

## Statistiche
- Miglior attacco: Athletic Bilbao (19)
- Partita con più reti: Hernán Cortés – Betis 1-12 (13)
- Partita con maggiore scarto di reti: Tardienta – Getafe 0-12 (12)